# Britt Ekland

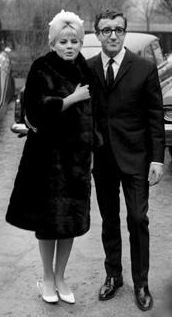
Britt Ekland şi Peter Sellers
în anul 1964

Britt Ekland (n. 6 octombrie 1942) este o actriță suedeză de film.